# Victoria: el renacimiento del más grande
Victoria: el renacimiento del más grande es una película documental peruana de 2022. Dirigido por Alan Cuba Sifuentes, este largometraje cuenta la travesía del equipo blanquiazul para lograr el campeonato nacional 2021, luego de un accidentado 2020.
Se estrenó el 28 de noviembre de 2022 en la plataforma de streaming AlianzaPlay.

## Sinopsis
Después de un desastroso en 2020 en el que el equipo victoriano casi pierde la categoría, Alianza Lima consigue un campeonato nacional en la temporada 2021, sorprendiendo a muchos. Jugadores y cuerpo técnico y diversos personajes allegados al club comparten sus experiencias, desde el cuasi regreso a la primera división hasta la obtención del título.